# Bentley
Bentley Motors Limited este un constructor britanic de automobile fondat pe 18 ianuarie 1919 de Walter Owen Bentley (cunoscut ca W.O. Bentley sau doar „W”). Compania Bentley are sediul în  Crewe, Anglia, Regatul Unit. Din 1998, compania face parte din Grupul Volkswagen.

## Istoric
Marca de automobile cunoscută pentru mașinile sale de curse sau de lux a fost fondată pe 18 ianuarie 1919 de Walter Owen Bentley și avea sediul în Cricklewood, la nord de Londra.
Din cauza  Marii crize  economice  compania a fost absorbită de Rolls-Royce în 1931. 